# Répartition des sièges du Parlement européen
La répartition des sièges du Parlement européen décrit la manière dont les sièges électoraux sont répartis, dans le Parlement européen entre les États membres de l'Union européenne. La distribution n'est pas strictement proportionnelle à la population de chaque État, mais doit se faire selon une « proportionnalité dégressive » ; mathématiquement, le nombre d'eurodéputés de chaque pays devrait donc être calculé par une fonction croissante et concave de son nombre d'habitants.
En 2017, l'Allemagne est le pays comptant le plus de députés européens avec 96 sièges. Les pays les moins peuplés de l'Union, ne dépassant pas 1 400 000 habitants, à savoir Chypre, l'Estonie, le Luxembourg et Malte, disposent d'une sous-représentation au Parlement européen, avec 7 élus pour l'Estonie et pour les trois autres 6 élus chacun, seuil minimum par État membre.

## Historique
Lorsque le Parlement est créé dans les années 1950 avec 78 députés de l'Assemblée commune de la CECA, les trois États les plus petits (ceux du Benelux : Belgique, Luxembourg et Pays-Bas) sont inquiets de leur faible représentation et obtinrent la garantie d'un nombre de sièges supérieur à une représentation proportionnelle. Le nombre de députés arrive à 142 lorsque l'Assemblée est étendue à la Communauté économique européenne et à l'Euratom.
Le nombre de députés évolue en général après chaque nouvel élargissement :
- En 1995, le traité d'Amsterdam fixe le nombre de députés à 626 et fixe une limite à 700.
- Le traité de Nice de 2001 augmente le nombre de députés à 732 et fixe les répartitions à venir jusqu'à 27 États.
- En 2007, la Roumanie et la Bulgarie rejoignent l'Union avec respectivement 35 et 18 députés, augmentant temporairement le nombre de députés au-delà de 785[1].
- En 2009, le traité de Lisbonne met fin à la tendance en révisant la représentativité de chaque nation.
- Le traité d'adhésion avec la Croatie de 2011 augmente provisoirement le nombre de députés de 12, d'abord observateurs à compter du 1er avril 2012, puis élus à partir du 1er juillet 2013, date de l'adhésion, en attendant les élections de mai 2014 où ce nombre repasse à 751 députés au total, conformément à une résolution du Parlement approuvée le 13 mars 2013.
- Avec la procédure de retrait du Royaume-Uni de l'UE, une nouvelle répartition est votée au Parlement européen qui prend effet lors des élections de 2019[2].
- Le 15 juin 2023 , le Parlement européen a proposé de fixer le nombre de députés à 716 pour la législature 2024-2029 , avec une nouvelle répartition par pays[3]. Le Conseil européen doit se prononcer ultérieurement.
- Le 23 septembre 2023, le Conseil européen a adopté un règlement (approuvé le 15 septembre 2023 par le Parlement) qui fixe le nombre de députés à 720 (une augmentation de 15 députés par rapport aux élections de 2019) pour la législature 2024-2029[4]. Une mention est faite au besoin d'établir "une méthode de répartition des sièges objective, équitable, durable et transparente mettant en œuvre le principe de proportionnalité dégressive, sans préjudice des prérogatives des institutions prévues par les traités" avant la législature suivante (2029-2034)[4].

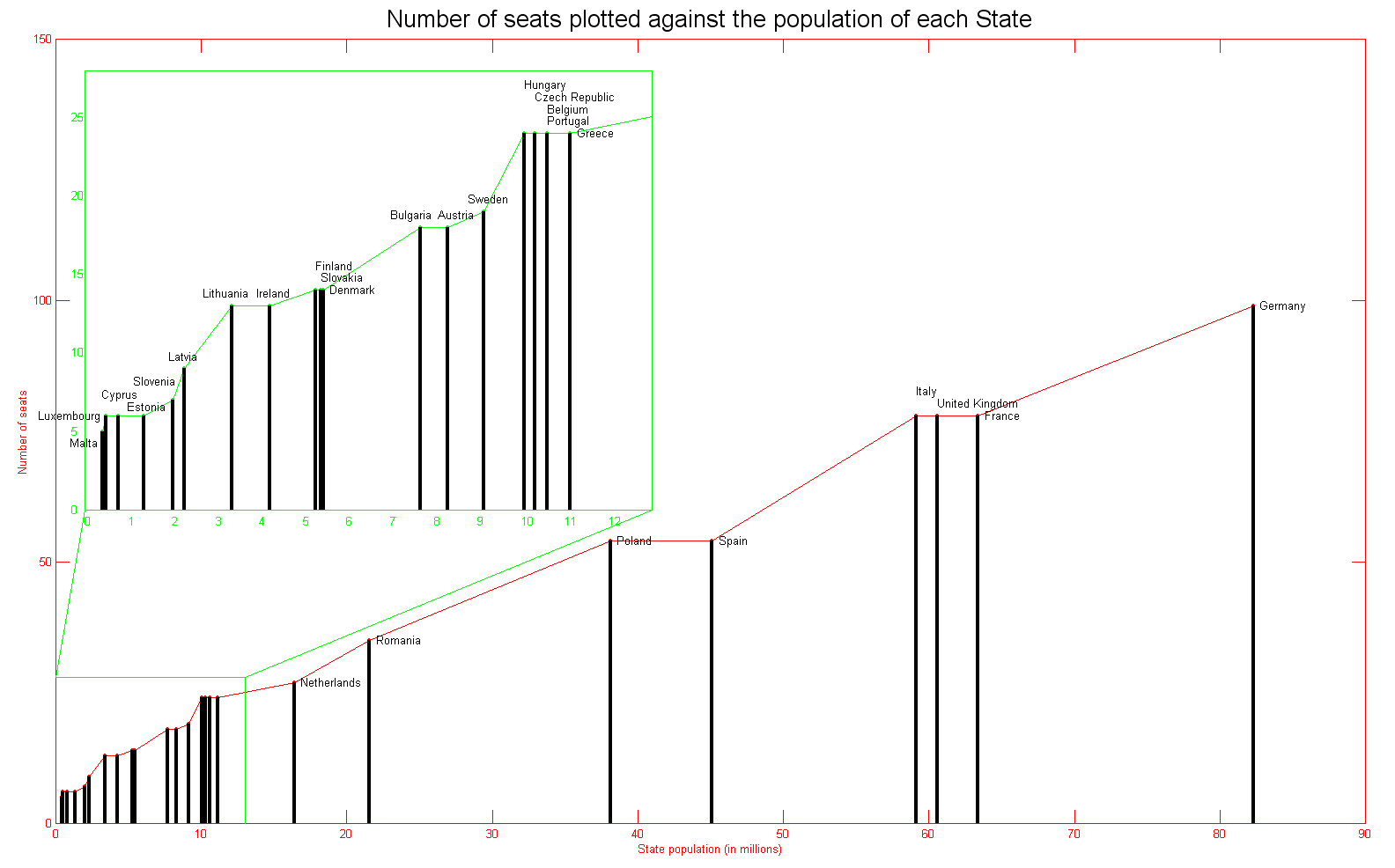
Nombre de sièges en fonction de la population de chaque État en 2007.

| Pays        | Sept. 1952 | Mars 1957 | Janv. 1973 | Juin 1979 | Janv. 1981 | Janv. 1986 | Juin 1994 | Janv. 1995 | Mai 2004 | Juin 2004 | Janv. 2007 | Juin 2009 | Juil. 2013 | Mai 2014 | Mai 2019 | Fév. 2020 | Juin 2024 |
| ----------- | ---------- | --------- | ---------- | --------- | ---------- | ---------- | --------- | ---------- | -------- | --------- | ---------- | --------- | ---------- | -------- | -------- | --------- | --------- |
| Allemagne   | 18         | 36        | 36         | 81        | 81         | 81         | 99        | 99         | 99       | 99        | 99         | 99        | 99         | 96       | 96       | 96        | 96        |
| France      | 18         | 36        | 36         | 81        | 81         | 81         | 87        | 87         | 87       | 78        | 78         | 74        | 74         | 74       | 74       | 79        | 81        |
| Italie      | 18         | 36        | 36         | 81        | 81         | 81         | 87        | 87         | 87       | 78        | 78         | 73        | 73         | 73       | 73       | 76        | 76        |
| Belgique    | 10         | 14        | 14         | 24        | 24         | 24         | 25        | 25         | 25       | 24        | 24         | 22        | 22         | 21       | 21       | 21        | 22        |
| Pays-Bas    | 10         | 14        | 14         | 25        | 25         | 25         | 31        | 31         | 31       | 27        | 27         | 26        | 26         | 26       | 26       | 29        | 31        |
| Luxembourg  | 4          | 6         | 6          | 6         | 6          | 6          | 6         | 6          | 6        | 6         | 6          | 6         | 6          | 6        | 6        | 6         | 6         |
| Royaume-Uni |            |           | 36         | 81        | 81         | 81         | 87        | 87         | 87       | 78        | 78         | 73        | 73         | 73       | 73       |           |           |
| Danemark    |            |           | 10         | 16        | 16         | 16         | 16        | 16         | 16       | 14        | 14         | 13        | 13         | 13       | 13       | 14        | 15        |
| Irlande     |            |           | 10         | 15        | 15         | 15         | 15        | 15         | 15       | 13        | 13         | 12        | 12         | 11       | 11       | 13        | 14        |
| Grèce       |            |           |            |           | 24         | 24         | 25        | 25         | 25       | 24        | 24         | 22        | 22         | 21       | 21       | 21        | 21        |
| Espagne     |            |           |            |           |            | 60         | 64        | 64         | 64       | 54        | 54         | 54        | 54         | 54       | 54       | 59        | 61        |
| Portugal    |            |           |            |           |            | 24         | 25        | 25         | 25       | 24        | 24         | 22        | 22         | 21       | 21       | 21        | 21        |
| Suède       |            |           |            |           |            |            |           | 22         | 22       | 19        | 19         | 20        | 20         | 20       | 20       | 21        | 21        |
| Autriche    |            |           |            |           |            |            |           | 21         | 21       | 18        | 18         | 19        | 19         | 18       | 18       | 19        | 20        |
| Finlande    |            |           |            |           |            |            |           | 16         | 16       | 14        | 14         | 13        | 13         | 13       | 13       | 14        | 15        |
| Pologne     |            |           |            |           |            |            |           |            | 54       | 54        | 54         | 50        | 50         | 51       | 51       | 52        | 53        |
| Tchéquie    |            |           |            |           |            |            |           |            | 24       | 24        | 24         | 22        | 22         | 21       | 21       | 21        | 21        |
| Hongrie     |            |           |            |           |            |            |           |            | 24       | 24        | 24         | 22        | 22         | 21       | 21       | 21        | 21        |
| Slovaquie   |            |           |            |           |            |            |           |            | 14       | 14        | 14         | 13        | 13         | 13       | 13       | 14        | 15        |
| Lituanie    |            |           |            |           |            |            |           |            | 13       | 13        | 13         | 12        | 12         | 11       | 11       | 11        | 11        |
| Lettonie    |            |           |            |           |            |            |           |            | 9        | 9         | 9          | 9         | 9          | 8        | 8        | 8         | 9         |
| Slovénie    |            |           |            |           |            |            |           |            | 7        | 7         | 7          | 8         | 8          | 8        | 8        | 8         | 9         |
| Estonie     |            |           |            |           |            |            |           |            | 6        | 6         | 6          | 6         | 6          | 6        | 6        | 7         | 7         |
| Chypre      |            |           |            |           |            |            |           |            | 6        | 6         | 6          | 6         | 6          | 6        | 6        | 6         | 6         |
| Malte       |            |           |            |           |            |            |           |            | 5        | 5         | 5          | 6         | 6          | 6        | 6        | 6         | 6         |
| Roumanie    |            |           |            |           |            |            |           |            |          |           | 35         | 33        | 33         | 32       | 32       | 33        | 33        |
| Bulgarie    |            |           |            |           |            |            |           |            |          |           | 18         | 18        | 18         | 17       | 17       | 17        | 17        |
| Croatie     |            |           |            |           |            |            |           |            |          |           |            |           | 12         | 11       | 11       | 12        | 12        |
| Total       | 78         | 142       | 198        | 410       | 434        | 518        | 567       | 626        | 788      | 732       | 785        | 754       | 766        | 751      | 751      | 705       | 720       |

## Système de Nice
Après 1995, le nombre exact de sièges alloué à chaque État membre est déterminé par différents traités : le nombre de sièges prévu dans le traité de Nice demeure valide jusqu'au 30 novembre 2009 et l'entrée en vigueur du traité de Lisbonne ; puis des ajustements interviennent lors des traités d'adhésion successifs des nouveaux États membres. Après l'adhésion de la Croatie en 2013, le Parlement dispose d'un nombre fixe de 751 places dont celle du Président du Parlement. Lors des deux dernières vagues d'adhésion (2008 et 2013), les places n'étaient pas distribuées pour prendre en compte les adhésions de la Roumanie et de la Bulgarie ; le nombre de sièges augmenta temporairement à 785 puis revint à 736 lors des élections européennes de 2009 ; il en fut de même pour la Croatie, ce qui donna lieu à des élections intermédiaires pour ces trois pays, ce qui eut déjà lieu par le passé lors des précédentes adhésions à la CEE puis à l'UE.
Les 750 députés répartis entre les vingt-huit États membres (en 2016) signifie qu'une moyenne de 680 000 citoyens sont représentés par un seul député. Cependant, comme les sièges sont distribués de manière dégressive en fonction de la population de chaque État, les députés des plus grands États représentant chacun un nombre supérieur de citoyens, d'autant plus lorsque ces États subdivisent leurs circonscriptions électorales.
Cependant, selon le Parti conservateur écossais, il n'est pas possible de multiplier les circonscriptions, sauf à remettre en cause le principe de proportionnalité, ce qui conduit à créer des circonscriptions comprenant au moins trois sièges à pourvoir.

## Système de Lisbonne
La distribution en sièges aurait pu être amendée avant les élections de juin 2009 avec le traité de Lisbonne. Le nombre de sièges aurait augmenté à 750 avec un maximum de 96 et un minimum de 6 par État. Ils auraient été distribués selon une proportionnalité dégressive. Avec cette proposition, l'Allemagne aurait perdu trois sièges, l'Espagne en aurait regagné quatre. La France, la Suède et l'Autriche en gagneraient deux, le Royaume-Uni, la Pologne, les Pays-Bas, la Bulgarie, la Lettonie, la Slovénie et Malte en gagneraient un.
Cependant, il a existé une controverse sur le fait que la population considérée soit formée des résidents, ou au contraire des citoyens : les pays ayant plus d'immigrants sans droit de vote tels que le Royaume-Uni seraient plus bénéficiaires que ceux ayant moins de résidents sans droit de vote, tels que l'Italie. l'Italie aurait été le plus grand perdant de la distribution de 2007 avec le système de Lisbonne et aurait eu le même nombre de députés que la France et le Royaume-Uni. L'Italie souleva le sujet lors de discussions sur le traité et réussit à obtenir un député supplémentaire (en obtenant autant que le Royaume-Uni) alors que le Président du Parlement européen n'est plus compté comme député, ce qui permet de rester à un total de 750 sièges. Les députés essayent également d'amender la répartition à l'avance pour la législature 2014-2019 pour prendre en compte les changements démographiques à venir. Ils espèrent ainsi éviter le marchandage politique qui se produit lors de la révision des distributions.
Le professeur Geoffrey Grimmett de Cambridge a présenté la formule mathématique si := min  {b + [pi/d], M} à la commission des affaires constitutionnelles le 7 février 2011 pour résoudre le problème de la répartition des sièges. Cette formule élaborée par un groupe de mathématiciens respecte autant que faire se peut (c'est-à-dire avant arrondi) le principe de la représentation dégressive exprimée clairement dans le traité de Lisbonne. Elle consiste essentiellement à attribuer cinq sièges à chaque État membre et à répartir les sièges restant de manière proportionnelle à la population, en arrondissant à la valeur supérieure. La détermination du nombre de sièges à répartir pour chaque État membre peut être faite simplement à partir de l'énonciation de principes intelligibles par tout citoyen :
- l'ordre : un État plus peuplé ne peut pas avoir moins de députés qu'un État moins peuplé
- la représentativité dégressive : chaque député au Parlement européen d'un État membre plus peuplé représente davantage de citoyens que chaque député d'un État membre moins peuplé[12]
- la limite maximale de sièges : aucun État ne peut obtenir plus de 96 députés (selon le traité de Lisbonne)
- la limite minimale de sièges : aucun État ne peut obtenir moins de 6 députés (selon le traité de Lisbonne). Ces députés assurent la représentation des États.
- principe de la représentativité démocratique : le nombre des députés restants est attribué à chaque État en rapport avec le nombre de citoyens y résidant, afin d'assurer le lien entre l'électeur et l'élu. Un État ne peut obtenir davantage de ces députés que ce que l'attribution à la proportionnelle lui permet, dans la mesure où le nombre des députés des États plus peuplés est valable.

À partir de ces principes, on peut déterminer mathématiquement le nombre de députés à attribuer à chaque État. On se base alors sur une estimation du nombre de citoyens de l'Union résidant dans chaque État au jour de l'élection. À titre d'exemple, on peut se servir des données disponibles sur le site Eurostat qui résument les tailles de populations de chaque État.
Les différents résultats sont présentés dans le tableau ci-dessous.
| États membres    | Population (2010) | Sièges (principes) | Sièges (Conseil) | Sièges (Cambridge) |
| ---------------- | ----------------- | ------------------ | ---------------- | ------------------ |
| Allemagne        | 81 802 257        | 96                 | 96               | 96                 |
| France           | 64 714 074        | 84                 | 74               | 85                 |
| Royaume-Uni      | 62 008 048        | 81                 | 73               | 81                 |
| Italie           | 60 340 328        | 79                 | 73               | 79                 |
| Espagne          | 45 989 016        | 62                 | 54               | 62                 |
| Pologne          | 38 167 329        | 52                 | 51               | 52                 |
| Roumanie         | 21 462 186        | 32                 | 33               | 32                 |
| Pays-Bas         | 16 574 989        | 26                 | 26               | 26                 |
| Grèce            | 11 305 118        | 18                 | 22               | 19                 |
| Belgique         | 10 839 905        | 18                 | 22               | 19                 |
| Portugal         | 10 637 713        | 18                 | 22               | 18                 |
| Tchéquie         | 10 506 813        | 18                 | 22               | 18                 |
| Hongrie          | 10 014 324        | 18                 | 22               | 18                 |
| Suède            | 9 340 682         | 17                 | 20               | 17                 |
| Autriche         | 8 375 290         | 16                 | 19               | 16                 |
| Bulgarie         | 7 563 710         | 15                 | 18               | 15                 |
| Danemark         | 5 534 738         | 12                 | 13               | 12                 |
| Slovaquie        | 5 424 925         | 12                 | 13               | 12                 |
| Finlande         | 5 351 427         | 12                 | 13               | 12                 |
| Irlande          | 4 467 854         | 12                 | 12               | 11                 |
| Lituanie         | 3 329 039         | 10                 | 12               | 10                 |
| Lettonie         | 2 248 374         | 8                  | 9                | 8                  |
| Slovénie         | 2 046 976         | 8                  | 8                | 8                  |
| Estonie          | 1 340 127         | 8                  | 6                | 7                  |
| Chypre           | 803 147           | 7                  | 6                | 6                  |
| Luxembourg       | 502 066           | 6                  | 6                | 6                  |
| Malte            | 412 970           | 6                  | 6                | 6                  |
| Union européenne | 501 103 425       | 751                | 751              | 751                |

L'écart entre la distribution choisie par le Conseil européen, c'est-à-dire par les Chefs d'État et de Gouvernement, et la distribution qui respecte les principes énoncés précédemment est significatif. Ce sont les États les plus peuplés (France, Royaume-Uni, Italie, Espagne et Pologne) qui sont le plus sous-représentés.
La méthode de Cambridge donne des résultats similaires à la méthode déterminée par les principes énoncés précédemment, mais elle est moins généreuse avec les très petits États et n'assure pas la représentativité dégressive après arrondi (dans l'exemple ci-dessus les citoyens de l'Union résidant au Portugal sont moins représentés que ceux résidant en Belgique, alors que la Belgique est plus peuplée).

## Résolution du Parlement européen du 13 mars 2013
Le 13 mars 2013, le Parlement a approuvé à une large majorité une Proposition de décision du Conseil européen fixant la composition du Parlement européen, étant donné le traité sur l'Union européenne, et notamment son article 14, paragraphe 2, et le fait que l'article 2, paragraphe 3, du protocole no 36 sur les dispositions transitoires, expirera à la fin de la législature 2009-2014. En outre l'acte relatif aux conditions d'adhésion de la République de Croatie et aux adaptations du traité sur l'Union européenne expirera aussi à la même date (il réserve 12 députés à la Croatie). Cette proposition respecte les critères fixés à l'article 14, paragraphe 2, premier alinéa, du traité sur l'Union européenne, à savoir que les représentants des citoyens de l'Union ne peuvent pas être plus de sept cent cinquante et un, président compris, que la représentation est assurée de façon dégressivement proportionnelle, avec un seuil minimum de six membres par État membre, et qu'aucun État membre ne se voit attribuer plus de quatre-vingt-seize sièges (cas de l'Allemagne).
Le nombre des représentants au Parlement européen élus dans chaque État membre est fixé comme suit, avec effet à partir du début de la législature 2014-2019 (12 États perdent un siège, l'Allemagne en perd, comme prévu, 3) : Belgique, 21 (moins 1). Bulgarie, 17 (moins 1). République tchèque, 21 (moins 1). Danemark, 13. Allemagne, 96. Estonie, 6. Irlande, 11 (moins 1). Grèce, 21 (moins 1). Espagne, 54. France, 74. Croatie, 11 (moins 1) Italie, 73. Chypre, 6. Lettonie, 8 (moins 1). Lituanie, 11 (moins 1). Luxembourg, 6. Hongrie, 21 (moins 1). Malte, 6. Pays-Bas, 26. Autriche, 18 (moins 1). Pologne, 51. Portugal, 21 (moins 1). Roumanie, 32 (moins 1). Slovénie, 8. Slovaquie, 13. Finlande, 13. Suède, 20. Royaume-Uni, 73.

## Résolution du Parlement européen du 7 février 2018
Dans le cadre du Brexit, le nombre d'eurodéputés devrait passer de 751 à 705. Des 73 sièges britanniques, 46 seraient laissés vacants pour d'éventuels futurs élargissements et 27 seraient redistribués comme décrit dans le tableau ci-dessous.
Cette proposition a été approuvée par le Parlement le 7 février 2018.
| États membres | 2014 | 2020 | Différence   |
| ------------- | ---- | ---- | ------------ |
| Allemagne     | 96   | 96   | 0            |
| France        | 74   | 79   | +5           |
| Italie        | 73   | 76   | +3           |
| Royaume-Uni   | 73   | 0    | -73          |
| Espagne       | 54   | 59   | +5           |
| Pologne       | 51   | 52   | +1           |
| Roumanie      | 32   | 33   | +1           |
| Pays-Bas      | 26   | 29   | +3           |
| Belgique      | 21   | 21   | 0            |
| Grèce         | 21   | 21   | 0            |
| Hongrie       | 21   | 21   | 0            |
| Portugal      | 21   | 21   | 0            |
| Tchéquie      | 21   | 21   | 0            |
| Suède         | 20   | 21   | +1           |
| Autriche      | 18   | 19   | +1           |
| Bulgarie      | 17   | 17   | 0            |
| Danemark      | 13   | 14   | +1           |
| Finlande      | 13   | 14   | +1           |
| Slovaquie     | 13   | 14   | +1           |
| Irlande       | 11   | 13   | +2           |
| Croatie       | 11   | 12   | +1           |
| Lituanie      | 11   | 11   | 0            |
| Lettonie      | 8    | 8    | 0            |
| Slovénie      | 8    | 8    | 0            |
| Estonie       | 6    | 7    | +1           |
| Chypre        | 6    | 6    | 0            |
| Luxembourg    | 6    | 6    | 0            |
| Malte         | 6    | 6    | 0            |
| Total         | 751  | 705  | -46 (-73+27) |

## Résolution du Parlement européen du 13 septembre 2023
Le 13 septembre 2023, une résolution du Parlement européen a porté le nombre de députés européens à 720. La France, l'Espagne et les Pays-Bas obtiennent deux sièges en plus, tandis que l'Autriche, la Belgique, la Pologne, le Danemark, la Finlande, la Slovaquie, l'Irlande, la Slovénie et la Lettonie obtiennent chacun un siège en plus,.